# Ambohimahasoa
Ambohimahasoa – miasto i gmina (kaominina) na Madagaskarze, w regionie Haute Matsiatra, w dystrykcie Ambohimahasoa. W 2001 roku zamieszkana była przez 7986 osób. Siedzibę administracyjną stanowi Ambohimahasoa – stolica dystryktu. Jest jedną z 17 gmin wchodzących w skład dystryktu.
Przez gminę przebiegają drogi krajowa oraz prowincjonalna. Na jej obszarze funkcjonują m.in. szkoła pierwszego stopnia, szkoły drugiego stopnia pierwszego i drugiego cyklu, poczta oraz szpital. 30% mieszkańców trudni się rolnictwem, 5% pracuje w przemyśle, natomiast 65% w usługach. Produktami o największym znaczeniu dla lokalnej gospodarki są ryż, maniok, fasola oraz bataty. Więcej niż 75% rolników stosuje przy uprawach nawozy mineralne. Pogłowie bydła w 2001 r. liczyło 244 sztuki.
Przed wprowadzeniem nowego podziału administracyjnego Madagaskaru w 2007 r. gmina znajdowała się w prowincji Fianarantsoa.
Gmina położona jest w strefie czasowej UTC+03:00.